# Nižná Polianka
Nižná Polianka é um município da Eslováquia, situado no distrito de Bardejov, na região de Prešov. Tem 5,88 km² de área e sua população em 2018 foi estimada em 226 habitantes.

## Demografia
| Ano:        | 1994 | 2004   | 2014   | 2024    |
| ----------- | ---- | ------ | ------ | ------- |
| Broj ljudi: | 262  | 252    | 246    | 220     |
| Razlika:    |      | -3,81% | -2,38% | -10,56% |

| Ano:               | 2023 | 2024   |
| ------------------ | ---- | ------ |
| Número de pessoas: | 224  | 220    |
| Diferença:         |      | -1,78% |